# おぎやはぎのハピキャン
『おぎやはぎのハピキャン』は、2019年4月25日（24日深夜）から名古屋テレビ放送（以下メ～テレ）にて放送のアウトドアを題材としたバラエティ番組で、おぎやはぎの冠番組でもある。2021年1月7日放送分より『おぎやはぎのハピキャン ～キャンプはじめてみました～』から『おぎやはぎのハピキャン』へ番組名を変更した。

## 概要
- 司会のおぎやはぎとゲストが一緒にキャンプをする番組[2]。
- 元々パイロット版開始前年の2018年に開設したメ～テレ直営のキャンプ情報ポータルサイト「ハピキャン」のテレビ番組版として企画されたもの。

## 出演者
- おぎやはぎ（小木博明、矢作兼）
- メインキャンパー1人
- ゲスト1組（2019年3月までは2組）

### パイロット版
| 回  | 放送日         | メインキャンパー       | ゲスト                                          | 場所                                        | 備考 |
| --- | -------------- | ---------------------- | ----------------------------------------------- | ------------------------------------------- | ---- |
| 0-1 | 2019年 3月16日 | 西村瑞樹（バイきんぐ） | 鈴木拓（ドランクドラゴン） 池田美優（みちょぱ） | 千葉県千葉市若葉区 たき火ヴィレッジ（いの） |      |

### レギュラー放送
| 回                                                                                | 放送日         | メインキャンパー                                      | ゲスト                                                                                     | 場所 | 備考          |  |
| --------------------------------------------------------------------------------- | -------------- | ----------------------------------------------------- | ------------------------------------------------------------------------------------------ | --- | ------------- |  |
| 1                                                                                 | 2019年 4月25日 | ヒロシ                                                | アイクぬわら（超新塾） 西野未姫                                                            | 神奈川県秦野市 滝沢園キャンプ場 |               |  |
| 2                                                                                 | 5月2日         | ヒロシ                                                | アイクぬわら（超新塾） 西野未姫                                                            | 神奈川県秦野市 滝沢園キャンプ場 |               |  |
| 3                                                                                 | 5月9日         | ヒロシ                                                | アイクぬわら（超新塾） 西野未姫                                                            | 神奈川県秦野市 滝沢園キャンプ場 |               |  |
| 4                                                                                 | 5月16日        | ヒロシ                                                | アイクぬわら（超新塾） 西野未姫                                                            | 神奈川県秦野市 滝沢園キャンプ場 |               |  |
| 5                                                                                 | 5月23日        | つるの剛士                                            | あばれる君 吉崎綾                                                                          | 神奈川県藤沢市 江の島漁港 神奈川県茅ヶ崎市 柳島キャンプ場 | [ 3 ]         |  |
| 6                                                                                 | 5月30日        | つるの剛士                                            | あばれる君 吉崎綾                                                                          | 神奈川県藤沢市 江の島漁港 神奈川県茅ヶ崎市 柳島キャンプ場 |               |  |
| 7                                                                                 | 6月6日         | つるの剛士                                            | あばれる君 吉崎綾                                                                          | 神奈川県藤沢市 江の島漁港 神奈川県茅ヶ崎市 柳島キャンプ場 |               |  |
| 8                                                                                 | 6月13日        | つるの剛士                                            | あばれる君 吉崎綾                                                                          | 神奈川県藤沢市 江の島漁港 神奈川県茅ヶ崎市 柳島キャンプ場 |               |  |
| 9                                                                                 | 6月20日        | YURIE (@yuriexx67) - Instagram                        | 川村エミコ（たんぽぽ） ほのか                                                              | 東京都港区 WILD-1 デックス東京ビーチ店 千葉県千葉市若葉区 たき火ヴィレッジ（いの） |               |  |
| 10                                                                                | 6月27日        | YURIE (@yuriexx67) - Instagram                        | 川村エミコ（たんぽぽ） ほのか                                                              | 東京都港区 WILD-1 デックス東京ビーチ店 千葉県千葉市若葉区 たき火ヴィレッジ（いの） | [ 4 ]         |  |
| 11                                                                                | 7月4日         | YURIE (@yuriexx67) - Instagram                        | 川村エミコ（たんぽぽ） ほのか                                                              | 東京都港区 WILD-1 デックス東京ビーチ店 千葉県千葉市若葉区 たき火ヴィレッジ（いの） |               |  |
| 12                                                                                | 7月11日        | YURIE (@yuriexx67) - Instagram                        | 川村エミコ（たんぽぽ） ほのか                                                              | 東京都港区 WILD-1 デックス東京ビーチ店 千葉県千葉市若葉区 たき火ヴィレッジ（いの） | [ 5 ]         |  |
| （7月18日は世界水泳選手権アーティスティックスイミングソロフリー決勝の為放送休止） |                |                                                       |                                                                                            | |               |  |
| 13                                                                                | 7月25日        | 阿諏訪泰義（うしろシティ）                            | 濱口優（よゐこ） 池田美優                                                                  | 千葉県柏市 アルペンアウトドアーズ柏店 千葉県八千代市 道の駅 やちよ 千葉県印西市 オートキャンプユニオン | [ 6 ]         |  |
| 14                                                                                | 8月1日         | 阿諏訪泰義（うしろシティ）                            | 濱口優（よゐこ） 池田美優                                                                  | 千葉県柏市 アルペンアウトドアーズ柏店 千葉県八千代市 道の駅 やちよ 千葉県印西市 オートキャンプユニオン |               |  |
| 15                                                                                | 8月8日         | 阿諏訪泰義（うしろシティ）                            | 濱口優（よゐこ） 池田美優                                                                  | 千葉県柏市 アルペンアウトドアーズ柏店 千葉県八千代市 道の駅 やちよ 千葉県印西市 オートキャンプユニオン | [ 7 ]         |  |
| 16                                                                                | 8月15日        | 阿諏訪泰義（うしろシティ）                            | 濱口優（よゐこ） 池田美優                                                                  | 千葉県柏市 アルペンアウトドアーズ柏店 千葉県八千代市 道の駅 やちよ 千葉県印西市 オートキャンプユニオン | [ 7 ]         |  |
| 17                                                                                | 8月22日        | 井上裕介（NON STYLE）                                 | 最上もが 狩野英孝                                                                          | 静岡県三島市 すみの坊 三嶋大社前店 ミシマトイス 静岡県御殿場市 藤乃煌 富士御殿場 |               |  |
| 18                                                                                | 8月29日        | 井上裕介（NON STYLE）                                 | 最上もが 狩野英孝                                                                          | 静岡県三島市 すみの坊 三嶋大社前店 ミシマトイス 静岡県御殿場市 藤乃煌 富士御殿場 |               |  |
| 19                                                                                | 9月5日         | 井上裕介（NON STYLE）                                 | 最上もが 狩野英孝                                                                          | 静岡県三島市 すみの坊 三嶋大社前店 ミシマトイス 静岡県御殿場市 藤乃煌 富士御殿場 |               |  |
| 20                                                                                | 9月12日        | 井上裕介（NON STYLE）                                 | 最上もが 狩野英孝                                                                          | 静岡県三島市 すみの坊 三嶋大社前店 ミシマトイス 静岡県御殿場市 藤乃煌 富士御殿場 |               |  |
| 21                                                                                | 9月19日        | ヒロシ                                                | -                                                                                          | 愛知県北設楽郡東栄町 三河オートビレッジ 東栄町体験交流館のき山学校 | [ 8 ] [ 9 ]   |  |
| 22                                                                                | 9月26日        | こいしゆうか (@koipanda) - X                          | ジョージ（JJコンビ） (@CB_george12) - X フワちゃん                                         | 山梨県南都留郡富士河口湖町 激安市場バイパス店 西湖自由キャンプ場 | [ 10 ]        |  |
| 23                                                                                | 10月3日        | こいしゆうか (@koipanda) - X                          | ジョージ（JJコンビ） (@CB_george12) - X フワちゃん                                         | 山梨県南都留郡富士河口湖町 激安市場バイパス店 西湖自由キャンプ場 |               |  |
| 24                                                                                | 10月10日       | こいしゆうか (@koipanda) - X                          | ジョージ（JJコンビ） (@CB_george12) - X フワちゃん                                         | 山梨県南都留郡富士河口湖町 激安市場バイパス店 西湖自由キャンプ場 | [ 11 ]        |  |
| 25                                                                                | 10月17日       | こいしゆうか (@koipanda) - X                          | ジョージ（JJコンビ） フワちゃん 【ウルフィまつりゲスト】神奈月、ホリ、ミラクルひかる、沙羅 | 【本編】山梨県南都留郡富士河口湖町 西湖自由キャンプ場 【ウルフィまつり】愛知県名古屋市中区 久屋広場特設ステージ | [ 12 ]        |  |
| 26                                                                                | 10月24日       | じゅんいちダビッドソン 大和一孝（スパローズ）         | 鈴木亜美                                                                                   | 三重県いなべ市 スーパーセンターオークワ いなべ店 青川峡キャンピングパーク |               |  |
| 27                                                                                | 10月31日       | じゅんいちダビッドソン 大和一孝（スパローズ）         | 鈴木亜美                                                                                   | 三重県いなべ市 スーパーセンターオークワ いなべ店 青川峡キャンピングパーク |               |  |
| 28                                                                                | 11月7日        | じゅんいちダビッドソン 大和一孝（スパローズ）         | 鈴木亜美                                                                                   | 三重県いなべ市 スーパーセンターオークワ いなべ店 青川峡キャンピングパーク |               |  |
| 29                                                                                | 11月14日       | じゅんいちダビッドソン 大和一孝（スパローズ）         | 鈴木亜美                                                                                   | 三重県いなべ市 スーパーセンターオークワ いなべ店 青川峡キャンピングパーク |               |  |
| 30                                                                                | 11月21日       | ヒデ（ペナルティ）                                    | 西野亮廣（キングコング） ゆきぽよ                                                          | 群馬県沼田市 星の降る森 |               |  |
| 31                                                                                | 11月28日       | ヒデ（ペナルティ）                                    | 西野亮廣（キングコング） ゆきぽよ                                                          | 群馬県沼田市 星の降る森 |               |  |
| 32                                                                                | 12月5日        | ヒデ（ペナルティ）                                    | 西野亮廣（キングコング） ゆきぽよ                                                          | 群馬県沼田市 星の降る森 |               |  |
| 33                                                                                | 12月12日       | ヒデ（ペナルティ）                                    | 西野亮廣（キングコング） ゆきぽよ                                                          | 群馬県沼田市 星の降る森 |               |  |
| （12月19、26日、2020年1月2日は年末・年始編成のため休止）                          |                |                                                       |                                                                                            | |               |  |
| 34                                                                                | 2020年 1月9日  | たけだバーベキュー                                    | ワタリ119 小原尚子 (@naokoobara0817) - Instagram                                           | 千葉県成田市 肉のハナマサ 成田店< 成田ゆめ牧場ファミリーオートキャンプ場 | [ 13 ]        |  |
| 35                                                                                | 1月16日        | たけだバーベキュー                                    | ワタリ119 小原尚子 (@naokoobara0817) - Instagram                                           | 千葉県成田市 肉のハナマサ 成田店< 成田ゆめ牧場ファミリーオートキャンプ場 | [ 14 ]        |  |
| 36                                                                                | 1月23日        | たけだバーベキュー                                    | ワタリ119 小原尚子 (@naokoobara0817) - Instagram                                           | 千葉県成田市 肉のハナマサ 成田店< 成田ゆめ牧場ファミリーオートキャンプ場 |               |  |
| 37                                                                                | 1月30日        | たけだバーベキュー                                    | ワタリ119 小原尚子 (@naokoobara0817) - Instagram                                           | 千葉県成田市 肉のハナマサ 成田店< 成田ゆめ牧場ファミリーオートキャンプ場 | [ 15 ]        |  |
| 38                                                                                | 2月6日         | タケト                                                | としみつ (東海オンエア） バービー（フォーリンラブ）                                        | 東京都足立区 ロイヤルホームセンター 足立舞浜 東京都江東区 Will dining＆BBQ 東京都港区 まいばすけっと 台場一丁目店 |               |  |
| 39                                                                                | 2月13日        | タケト                                                | としみつ (東海オンエア） バービー（フォーリンラブ）                                        | 東京都足立区 ロイヤルホームセンター 足立舞浜 東京都江東区 Will dining＆BBQ 東京都港区 まいばすけっと 台場一丁目店 |               |  |
| 40                                                                                | 2月20日        | タケト                                                | としみつ (東海オンエア） バービー（フォーリンラブ）                                        | 東京都足立区 ロイヤルホームセンター 足立舞浜 東京都江東区 Will dining＆BBQ 東京都港区 まいばすけっと 台場一丁目店 |               |  |
| 41                                                                                | 2月27日        | タケト                                                | としみつ (東海オンエア） バービー（フォーリンラブ）                                        | 東京都足立区 ロイヤルホームセンター 足立舞浜 東京都江東区 Will dining＆BBQ 東京都港区 まいばすけっと 台場一丁目店 |               |  |
| 42                                                                                | 3月5日         | 村田秀亮（とろサーモン）                              | 井戸田潤（スピードワゴン） 平嶋夏海                                                        | 愛知県東海市 聚楽園公園 愛知県知多市 新舞子マリンパーク 愛知県知多郡美浜町 魚太郎 本店 愛知県知多郡南知多町 朝日屋 中日小野浦キャンプバンガロー村                                                                            |               |  |
| 43                                                                                | 3月12日        | 村田秀亮（とろサーモン）                              | 井戸田潤（スピードワゴン） 平嶋夏海                                                        | 愛知県東海市 聚楽園公園 愛知県知多市 新舞子マリンパーク 愛知県知多郡美浜町 魚太郎 本店 愛知県知多郡南知多町 朝日屋 中日小野浦キャンプバンガロー村                                                                            |               |  |
| 44                                                                                | 3月19日        | 村田秀亮（とろサーモン）                              | 井戸田潤（スピードワゴン） 平嶋夏海                                                        | 愛知県東海市 聚楽園公園 愛知県知多市 新舞子マリンパーク 愛知県知多郡美浜町 魚太郎 本店 愛知県知多郡南知多町 朝日屋 中日小野浦キャンプバンガロー村                                                                            |               |  |
| 45                                                                                | 3月26日        | 村田秀亮（とろサーモン）                              | 井戸田潤（スピードワゴン） 平嶋夏海                                                        | 愛知県東海市 聚楽園公園 愛知県知多市 新舞子マリンパーク 愛知県知多郡美浜町 魚太郎 本店 愛知県知多郡南知多町 朝日屋 中日小野浦キャンプバンガロー村                                                                            |               |  |
| （4月2、9日は期首編成のため休止)                                                  |                |                                                       |                                                                                            | |               |  |
| 46                                                                                | 4月16日        | 阿諏訪泰義（うしろシティ）                            | DJ松永（Creepy Nuts）                                                                      | 埼玉県比企郡嵐山町 ベイシア フードセンター嵐山店 嵐山渓谷 月川荘キャンプ場 |               |  |
| 47                                                                                | 4月23日        | 阿諏訪泰義（うしろシティ）                            | DJ松永（Creepy Nuts）                                                                      | 埼玉県比企郡嵐山町 ベイシア フードセンター嵐山店 嵐山渓谷 月川荘キャンプ場 |               |  |
| 48                                                                                | 4月30日        | 阿諏訪泰義（うしろシティ）                            | DJ松永（Creepy Nuts）                                                                      | 埼玉県比企郡嵐山町 ベイシア フードセンター嵐山店 嵐山渓谷 月川荘キャンプ場 |               |  |
| 49                                                                                | 5月7日         | 阿諏訪泰義（うしろシティ）                            | DJ松永（Creepy Nuts）                                                                      | 埼玉県比企郡嵐山町 ベイシア フードセンター嵐山店 嵐山渓谷 月川荘キャンプ場 |               |  |
| 50                                                                                | 5月14日        | 阿諏訪泰義（うしろシティ）                            | DJ松永（Creepy Nuts）                                                                      | 埼玉県比企郡嵐山町 ベイシア フードセンター嵐山店 嵐山渓谷 月川荘キャンプ場 |               |  |
| 51                                                                                | 5月21日        | 阿諏訪泰義（うしろシティ）                            | DJ松永（Creepy Nuts）                                                                      | 埼玉県比企郡嵐山町 ベイシア フードセンター嵐山店 嵐山渓谷 月川荘キャンプ場 |               |  |
| 52                                                                                | 5月28日        | #5～#8の再放送                                        | #5～#8の再放送                                                                             | #5～#8の再放送 | [ 16 ]        |  |
| 53                                                                                | 6月4日         | #5～#8の再放送                                        | #5～#8の再放送                                                                             | #5～#8の再放送 | [ 16 ]        |  |
| 54                                                                                | 6月11日        | #5～#8の再放送                                        | #5～#8の再放送                                                                             | #5～#8の再放送 | [ 16 ]        |  |
| 55                                                                                | 6月18日        | #5～#8の再放送                                        | #5～#8の再放送                                                                             | #5～#8の再放送 | [ 16 ]        |  |
| 56                                                                                | 6月25日        | #5～#8の再放送                                        | #5～#8の再放送                                                                             | #5～#8の再放送 | [ 16 ]        |  |
| 57                                                                                | 7月2日         | #5～#8の再放送                                        | #5～#8の再放送                                                                             | #5～#8の再放送 | [ 16 ]        |  |
| 58，59                                                                            | 7月9日         | #5～#8の再放送                                        | #5～#8の再放送                                                                             | #5～#8の再放送 | [ 17 ] [ 18 ] |  |
| 60                                                                                | 7月16日        | じゅんいちダビッドソン                                | 高田秋                                                                                     | 東京都あきる野市 大岳キャンプ場 |               |  |
| 61                                                                                | 7月23日        | じゅんいちダビッドソン                                | 高田秋                                                                                     | 東京都あきる野市 大岳キャンプ場 | [ 19 ]        |  |
| 62                                                                                | 7月30日        | じゅんいちダビッドソン                                | 高田秋                                                                                     | 東京都あきる野市 大岳キャンプ場 |               |  |
| 63                                                                                | 8月6日         | じゅんいちダビッドソン                                | 高田秋                                                                                     | 東京都あきる野市 大岳キャンプ場 | [ 20 ]        |  |
| 64                                                                                | 8月13日        | じゅんいちダビッドソン                                | 高田秋                                                                                     | 東京都あきる野市 大岳キャンプ場 |               |  |
| 65                                                                                | 8月20日        | じゅんいちダビッドソン                                | 高田秋                                                                                     | 東京都あきる野市 大岳キャンプ場 |               |  |
| 66                                                                                | 8月27日        | かほなん（さばいどる）                                | アイクぬわら（超新塾）                                                                     | 東京都稲城市 穴澤天神社 東京都あきる野市 深澤渓 自然人村 |               |  |
| 67                                                                                | 9月3日         | かほなん（さばいどる）                                | アイクぬわら（超新塾）                                                                     | 東京都稲城市 穴澤天神社 東京都あきる野市 深澤渓 自然人村 |               |  |
| 68                                                                                | 9月10日        | かほなん（さばいどる）                                | アイクぬわら（超新塾）                                                                     | 東京都稲城市 穴澤天神社 東京都あきる野市 深澤渓 自然人村 |               |  |
| 69                                                                                | 9月17日        | かほなん（さばいどる）                                | アイクぬわら（超新塾）                                                                     | 東京都稲城市 穴澤天神社 東京都あきる野市 深澤渓 自然人村 |               |  |
| 70                                                                                | 9月24日        | かほなん（さばいどる）                                | アイクぬわら（超新塾）                                                                     | 東京都稲城市 穴澤天神社 東京都あきる野市 深澤渓 自然人村 |               |  |
| 71                                                                                | 10月1日        | かほなん（さばいどる）                                | アイクぬわら（超新塾）                                                                     | 東京都稲城市 穴澤天神社 東京都あきる野市 深澤渓 自然人村 | [ 21 ]        |  |
| 72                                                                                | 10月8日        | 木村卓寛（天津）                                      | 似鳥沙也加                                                                                 | 山梨県南都留郡富士河口湖町 ニューブリッヂキャンプ場 天上山公園 山梨県富士吉田市 温泉スタンド |               |  |
| 73                                                                                | 10月15日       | 木村卓寛（天津）                                      | 似鳥沙也加                                                                                 | 山梨県南都留郡富士河口湖町 ニューブリッヂキャンプ場 天上山公園 山梨県富士吉田市 温泉スタンド | [ 22 ]        |  |
| 74                                                                                | 10月22日       | 木村卓寛（天津）                                      | 似鳥沙也加                                                                                 | 山梨県南都留郡富士河口湖町 ニューブリッヂキャンプ場 天上山公園 山梨県富士吉田市 温泉スタンド | [ 23 ]        |  |
| 75                                                                                | 10月29日       | 木村卓寛（天津）                                      | 似鳥沙也加                                                                                 | 山梨県南都留郡富士河口湖町 ニューブリッヂキャンプ場 天上山公園 山梨県富士吉田市 温泉スタンド |               |  |
| 76                                                                                | 11月5日        | 木村卓寛（天津）                                      | 似鳥沙也加                                                                                 | 山梨県南都留郡富士河口湖町 ニューブリッヂキャンプ場 天上山公園 山梨県富士吉田市 温泉スタンド | [ 24 ]        |  |
| 77                                                                                | 11月12日       | 木村卓寛（天津）                                      | 似鳥沙也加                                                                                 | 山梨県南都留郡富士河口湖町 ニューブリッヂキャンプ場 天上山公園 山梨県富士吉田市 温泉スタンド |               |  |
| 78                                                                                | 11月19日       | 金子貴俊                                              | しばゆー（東海オンエア）                                                                   | 茨城県つくば市 フォンテーヌの森 |               |  |
| 79                                                                                | 11月26日       | 金子貴俊                                              | しばゆー（東海オンエア）                                                                   | 茨城県つくば市 フォンテーヌの森 |               |  |
| 80                                                                                | 12月3日        | 金子貴俊                                              | しばゆー（東海オンエア）                                                                   | 茨城県つくば市 フォンテーヌの森 |               |  |
| 81                                                                                | 12月10日       | 金子貴俊                                              | しばゆー（東海オンエア）                                                                   | 茨城県つくば市 フォンテーヌの森 |               |  |
| 82                                                                                | 12月17日       | 金子貴俊                                              | しばゆー（東海オンエア）                                                                   | 茨城県つくば市 フォンテーヌの森 |               |  |
| 83                                                                                | 12月24日       | 金子貴俊                                              | しばゆー（東海オンエア）                                                                   | 茨城県つくば市 フォンテーヌの森 |               |  |
| 84                                                                                | 2021年 1月7日  | おぎやはぎ                                            | 大久保佳代子（オアシズ） 塚地武雅（ドランクドラゴン） 今野浩喜                             | 千葉県我孫子市 マエダ湖北店 千葉県柏市 柏しょうなんゆめファーム | [ 25 ]        |  |
| 85                                                                                | 1月14日        | おぎやはぎ                                            | 大久保佳代子（オアシズ） 塚地武雅（ドランクドラゴン） 今野浩喜                             | 千葉県我孫子市 マエダ湖北店 千葉県柏市 柏しょうなんゆめファーム |               |  |
| 86                                                                                | 1月21日        | おぎやはぎ                                            | 大久保佳代子（オアシズ） 塚地武雅（ドランクドラゴン） 今野浩喜                             | 千葉県我孫子市 マエダ湖北店 千葉県柏市 柏しょうなんゆめファーム |               |  |
| 87                                                                                | 1月28日        | おぎやはぎ                                            | 大久保佳代子（オアシズ） 塚地武雅（ドランクドラゴン） 今野浩喜                             | 千葉県我孫子市 マエダ湖北店 千葉県柏市 柏しょうなんゆめファーム |               |  |
| 88                                                                                | 2月4日         | おぎやはぎ                                            | 大久保佳代子（オアシズ） 塚地武雅（ドランクドラゴン） 今野浩喜                             | 千葉県我孫子市 マエダ湖北店 千葉県柏市 柏しょうなんゆめファーム |               |  |
| 89                                                                                | 2月11日        | おぎやはぎ                                            | 大久保佳代子（オアシズ） 塚地武雅（ドランクドラゴン） 今野浩喜                             | 千葉県我孫子市 マエダ湖北店 千葉県柏市 柏しょうなんゆめファーム |               |  |
| 90                                                                                | 2月18日        | 西村瑞樹（バイきんぐ）                                | 大原優乃                                                                                   | 山梨県南都留郡山中湖村 the 508 | [ 26 ]        |  |
| 91                                                                                | 2月25日        | 西村瑞樹（バイきんぐ）                                | 大原優乃                                                                                   | 山梨県南都留郡山中湖村 the 508 |               |  |
| 92                                                                                | 3月4日         | 西村瑞樹（バイきんぐ）                                | 大原優乃                                                                                   | 山梨県南都留郡山中湖村 the 508 |               |  |
| 93                                                                                | 3月11日        | 西村瑞樹（バイきんぐ）                                | 大原優乃                                                                                   | 山梨県南都留郡山中湖村 the 508 | [ 27 ]        |  |
| 94                                                                                | 3月18日        | 西村瑞樹（バイきんぐ）                                | 大原優乃                                                                                   | 山梨県南都留郡山中湖村 the 508 | [ 28 ]        |  |
| 95                                                                                | 3月25日        | 西村瑞樹（バイきんぐ）                                | 大原優乃                                                                                   | 山梨県南都留郡山中湖村 the 508 |               |  |
| 96                                                                                | 4月8日         | たけだバーベキュー                                    | 重盛さと美                                                                                 | 愛知県名古屋市港区 LOGOS SHOP ららぽーと名古屋みなとアクルス店 愛知県豊田市 さなげアドベンチャーフィールド 愛知県愛知郡 東郷町 ららぽーと愛知東郷 愛知県日進市 愛知牧場                                                      | [ 29 ]        |  |
| 97                                                                                | 4月15日        | たけだバーベキュー                                    | 重盛さと美                                                                                 | 愛知県名古屋市港区 LOGOS SHOP ららぽーと名古屋みなとアクルス店 愛知県豊田市 さなげアドベンチャーフィールド 愛知県愛知郡 東郷町 ららぽーと愛知東郷 愛知県日進市 愛知牧場                                                      |               |  |
| 98                                                                                | 4月22日        | たけだバーベキュー                                    | 重盛さと美                                                                                 | 愛知県名古屋市港区 LOGOS SHOP ららぽーと名古屋みなとアクルス店 愛知県豊田市 さなげアドベンチャーフィールド 愛知県愛知郡 東郷町 ららぽーと愛知東郷 愛知県日進市 愛知牧場                                                      |               |  |
| 99                                                                                | 4月29日        | たけだバーベキュー                                    | 重盛さと美                                                                                 | 愛知県名古屋市港区 LOGOS SHOP ららぽーと名古屋みなとアクルス店 愛知県豊田市 さなげアドベンチャーフィールド 愛知県愛知郡 東郷町 ららぽーと愛知東郷 愛知県日進市 愛知牧場                                                      |               |  |
| 100                                                                               | 5月5日         | たけだバーベキュー                                    | 重盛さと美                                                                                 | 愛知県名古屋市港区 LOGOS SHOP ららぽーと名古屋みなとアクルス店 愛知県豊田市 さなげアドベンチャーフィールド 愛知県愛知郡 東郷町 ららぽーと愛知東郷 愛知県日進市 愛知牧場                                                      |               |  |
| 101                                                                               | 5月12日        | たけだバーベキュー                                    | 重盛さと美                                                                                 | 愛知県名古屋市港区 LOGOS SHOP ららぽーと名古屋みなとアクルス店 愛知県豊田市 さなげアドベンチャーフィールド 愛知県愛知郡 東郷町 ららぽーと愛知東郷 愛知県日進市 愛知牧場                                                      |               |  |
| （5月19、26日は特別編成のため休止)                                                |                |                                                       |                                                                                            | |               |  |
| 102                                                                               | 6月10日        | 田村亮（ロンドンブーツ1号2号）                        | －                                                                                         | 神奈川県厚木市 駐車場(厚木市荻野運動公園内) フジカーズジャパン 厚木店 神奈川県横浜市 GOOD OPEN AIRS myX 神奈川県横須賀市 長井海の手公園 ソレイユの丘                                                                         |               |  |
| 103                                                                               | 6月17日        | 田村亮（ロンドンブーツ1号2号）                        | －                                                                                         | 神奈川県厚木市 駐車場(厚木市荻野運動公園内) フジカーズジャパン 厚木店 神奈川県横浜市 GOOD OPEN AIRS myX 神奈川県横須賀市 長井海の手公園 ソレイユの丘                                                                         |               |  |
| 104                                                                               | 6月24日        | 田村亮（ロンドンブーツ1号2号）                        | －                                                                                         | 神奈川県厚木市 駐車場(厚木市荻野運動公園内) フジカーズジャパン 厚木店 神奈川県横浜市 GOOD OPEN AIRS myX 神奈川県横須賀市 長井海の手公園 ソレイユの丘                                                                         |               |  |
| 105                                                                               | 7月1日         | 田村亮（ロンドンブーツ1号2号）                        | －                                                                                         | 神奈川県厚木市 駐車場(厚木市荻野運動公園内) フジカーズジャパン 厚木店 神奈川県横浜市 GOOD OPEN AIRS myX 神奈川県横須賀市 長井海の手公園 ソレイユの丘                                                                         |               |  |
| 106                                                                               | 7月8日         | 田村亮（ロンドンブーツ1号2号）                        | －                                                                                         | 神奈川県厚木市 駐車場(厚木市荻野運動公園内) フジカーズジャパン 厚木店 神奈川県横浜市 GOOD OPEN AIRS myX 神奈川県横須賀市 長井海の手公園 ソレイユの丘                                                                         | [ 30 ]        |  |
| 107                                                                               | 7月15日        | 田村亮（ロンドンブーツ1号2号）                        | －                                                                                         | 神奈川県厚木市 駐車場(厚木市荻野運動公園内) フジカーズジャパン 厚木店 神奈川県横浜市 GOOD OPEN AIRS myX 神奈川県横須賀市 長井海の手公園 ソレイユの丘                                                                         |               |  |
| 108                                                                               | 8月12日        | 阿諏訪泰義（うしろシティ）                            | Mamiko（chelmico）                                                                         | 岐阜県中津川市 道の駅花街道付知 北恵那キャンプ場 | [ 31 ]        |  |
| 109                                                                               | 8月19日        | 阿諏訪泰義（うしろシティ）                            | Mamiko（chelmico）                                                                         | 岐阜県中津川市 道の駅花街道付知 北恵那キャンプ場 | [ 32 ]        |  |
| 110                                                                               | 8月26日        | 阿諏訪泰義（うしろシティ）                            | Mamiko（chelmico）                                                                         | 岐阜県中津川市 道の駅花街道付知 北恵那キャンプ場 | [ 33 ]        |  |
| 111                                                                               | 9月2日         | 阿諏訪泰義（うしろシティ）                            | Mamiko（chelmico）                                                                         | 岐阜県中津川市 道の駅花街道付知 北恵那キャンプ場 | [ 34 ]        |  |
| 112                                                                               | 9月9日         | 阿諏訪泰義（うしろシティ）                            | Mamiko（chelmico）                                                                         | 岐阜県中津川市 道の駅花街道付知 北恵那キャンプ場 |               |  |
| 113                                                                               | 9月24日        | 阿諏訪泰義（うしろシティ）                            | Mamiko（chelmico）                                                                         | 岐阜県中津川市 道の駅花街道付知 北恵那キャンプ場 |               |  |
| 114                                                                               | 10月7日        | 藤森慎吾（オリエンタルラジオ）                        | ゆうちゃみ                                                                                 | 栃木県芳賀郡茂木町 昭和ふるさと村 |               |  |
| 115                                                                               | 10月15日       | 藤森慎吾（オリエンタルラジオ）                        | ゆうちゃみ                                                                                 | 栃木県芳賀郡茂木町 昭和ふるさと村 | [ 35 ]        |  |
| 116                                                                               | 10月22日       | 藤森慎吾（オリエンタルラジオ）                        | ゆうちゃみ                                                                                 | 栃木県芳賀郡茂木町 昭和ふるさと村 | [ 36 ]        |  |
| 117                                                                               | 10月29日       | 藤森慎吾（オリエンタルラジオ）                        | ゆうちゃみ                                                                                 | 栃木県芳賀郡茂木町 昭和ふるさと村 |               |  |
| 118                                                                               | 11月5日        | 藤森慎吾（オリエンタルラジオ）                        | ゆうちゃみ                                                                                 | 栃木県芳賀郡茂木町 昭和ふるさと村 |               |  |
| 119                                                                               | 11月12日       | 藤森慎吾（オリエンタルラジオ）                        | ゆうちゃみ                                                                                 | 栃木県芳賀郡茂木町 昭和ふるさと村 |               |  |
| 120                                                                               | 11月19日       | カンニング竹山                                        | 小嶋陽菜                                                                                   | 山梨県南都留郡富士河口湖町 西湖・湖畔キャンプ場 |               |  |
| 121                                                                               | 11月26日       | カンニング竹山                                        | 小嶋陽菜                                                                                   | 山梨県南都留郡富士河口湖町 西湖・湖畔キャンプ場 |               |  |
| 122                                                                               | 12月3日        | カンニング竹山                                        | 小嶋陽菜                                                                                   | 山梨県南都留郡富士河口湖町 西湖・湖畔キャンプ場 |               |  |
| 123                                                                               | 12月10日       | カンニング竹山                                        | 小嶋陽菜                                                                                   | 山梨県南都留郡富士河口湖町 西湖・湖畔キャンプ場 | [ 37 ]        |  |
| 124                                                                               | 12月17日       | カンニング竹山                                        | 小嶋陽菜                                                                                   | 山梨県南都留郡富士河口湖町 西湖・湖畔キャンプ場 | [ 38 ]        |  |
| 125                                                                               | 12月24日       | カンニング竹山                                        | 小嶋陽菜                                                                                   | 山梨県南都留郡富士河口湖町 西湖・湖畔キャンプ場 |               |  |
| （12月31日は年末編成のため休止)                                                   |                |                                                       |                                                                                            | |               |  |
| 126                                                                               | 2022年 1月7日  | グッピーこずえ (@guppykozue) - X                      | 庄司智春（品川庄司）                                                                       | 千葉県勝浦市 RECAMP 勝浦 千葉県夷隅郡 道の駅 たけゆらの里おおたき |               |  |
| 127                                                                               | 1月14日        | グッピーこずえ (@guppykozue) - X                      | 庄司智春（品川庄司）                                                                       | 千葉県勝浦市 RECAMP 勝浦 千葉県夷隅郡 道の駅 たけゆらの里おおたき |               |  |
| 128                                                                               | 1月21日        | グッピーこずえ (@guppykozue) - X                      | 庄司智春（品川庄司）                                                                       | 千葉県勝浦市 RECAMP 勝浦 千葉県夷隅郡 道の駅 たけゆらの里おおたき |               |  |
| 129                                                                               | 1月28日        | グッピーこずえ (@guppykozue) - X                      | 庄司智春（品川庄司）                                                                       | 千葉県勝浦市 RECAMP 勝浦 千葉県夷隅郡 道の駅 たけゆらの里おおたき |               |  |
| 130                                                                               | 2月4日         | グッピーこずえ (@guppykozue) - X                      | 庄司智春（品川庄司）                                                                       | 千葉県勝浦市 RECAMP 勝浦 千葉県夷隅郡 道の駅 たけゆらの里おおたき | [ 39 ]        |  |
| 131                                                                               | 2月11日        | グッピーこずえ (@guppykozue) - X                      | 庄司智春（品川庄司）                                                                       | 千葉県勝浦市 RECAMP 勝浦 千葉県夷隅郡 道の駅 たけゆらの里おおたき | [ 39 ]        |  |
| 132                                                                               | 2月18日        | 山下健二郎（三代目 J Soul Brothers from EXILE TRIBE） | ユースケ（ダイアン）                                                                       | 神奈川県小田原市 sotosotodays 小田原漁港 小田原F.B.C 小田原おさかなセンター 海鮮丼屋 海舟小田原早川漁村店 神奈川県足柄下郡湯河原町 湯河原海岸 湯河原温泉 神谷キャンプ場                                                      |               |  |
| 133                                                                               | 2月25日        | 山下健二郎（三代目 J Soul Brothers from EXILE TRIBE） | ユースケ（ダイアン）                                                                       | 神奈川県小田原市 sotosotodays 小田原漁港 小田原F.B.C 小田原おさかなセンター 海鮮丼屋 海舟小田原早川漁村店 神奈川県足柄下郡湯河原町 湯河原海岸 湯河原温泉 神谷キャンプ場                                                      | [ 40 ]        |  |
| 134                                                                               | 3月4日         | 山下健二郎（三代目 J Soul Brothers from EXILE TRIBE） | ユースケ（ダイアン）                                                                       | 神奈川県小田原市 sotosotodays 小田原漁港 小田原F.B.C 小田原おさかなセンター 海鮮丼屋 海舟小田原早川漁村店 神奈川県足柄下郡湯河原町 湯河原海岸 湯河原温泉 神谷キャンプ場                                                      |               |  |
| 135                                                                               | 3月11日        | 山下健二郎（三代目 J Soul Brothers from EXILE TRIBE） | ユースケ（ダイアン）                                                                       | 神奈川県小田原市 sotosotodays 小田原漁港 小田原F.B.C 小田原おさかなセンター 海鮮丼屋 海舟小田原早川漁村店 神奈川県足柄下郡湯河原町 湯河原海岸 湯河原温泉 神谷キャンプ場                                                      |               |  |
| 136                                                                               | 3月18日        | 山下健二郎（三代目 J Soul Brothers from EXILE TRIBE） | ユースケ（ダイアン）                                                                       | 神奈川県小田原市 sotosotodays 小田原漁港 小田原F.B.C 小田原おさかなセンター 海鮮丼屋 海舟小田原早川漁村店 神奈川県足柄下郡湯河原町 湯河原海岸 湯河原温泉 神谷キャンプ場                                                      |               |  |
| 137                                                                               | 3月25日        | 山下健二郎（三代目 J Soul Brothers from EXILE TRIBE） | ユースケ（ダイアン）                                                                       | 神奈川県小田原市 sotosotodays 小田原漁港 小田原F.B.C 小田原おさかなセンター 海鮮丼屋 海舟小田原早川漁村店 神奈川県足柄下郡湯河原町 湯河原海岸 湯河原温泉 神谷キャンプ場                                                      | [ 41 ]        |  |
| 138                                                                               | 4月8日         | 阿諏訪泰義（うしろシティ）                            | 高橋みなみ                                                                                 | 千葉県印西市 オートキャンプユニオン | [ 42 ]        |  |
| 139                                                                               | 4月15日        | 阿諏訪泰義（うしろシティ）                            | 高橋みなみ                                                                                 | 千葉県印西市 オートキャンプユニオン | [ 43 ]        |  |
| 140                                                                               | 4月22日        | 阿諏訪泰義（うしろシティ）                            | 高橋みなみ                                                                                 | 千葉県印西市 オートキャンプユニオン | [ 44 ]        |  |
| 141                                                                               | 4月29日        | 阿諏訪泰義（うしろシティ）                            | 高橋みなみ                                                                                 | 千葉県印西市 オートキャンプユニオン |               |  |
| 142                                                                               | 5月6日         | 阿諏訪泰義（うしろシティ）                            | 高橋みなみ                                                                                 | 千葉県印西市 オートキャンプユニオン |               |  |
| 143                                                                               | 5月13日        | 阿諏訪泰義（うしろシティ）                            | 高橋みなみ                                                                                 | 千葉県印西市 オートキャンプユニオン |               |  |
| 144                                                                               | 5月20日        | 江凸崎馬門（ゆったり感）                              | Bose（スチャダラパー）                                                                     | 山梨県北都留郡小菅村 玉川キャンプ村 | [ 45 ]        |  |
| 145                                                                               | 5月27日        | 江凸崎馬門（ゆったり感）                              | Bose（スチャダラパー）                                                                     | 山梨県北都留郡小菅村 玉川キャンプ村 |               |  |
| 146                                                                               | 6月3日         | 江凸崎馬門（ゆったり感）                              | Bose（スチャダラパー）                                                                     | 山梨県北都留郡小菅村 玉川キャンプ村 | [ 44 ]        |  |
| 147                                                                               | 6月10日        | 江凸崎馬門（ゆったり感）                              | Bose（スチャダラパー）                                                                     | 山梨県北都留郡小菅村 玉川キャンプ村 | [ 46 ]        |  |
| 148                                                                               | 6月17日        | 江凸崎馬門（ゆったり感）                              | Bose（スチャダラパー）                                                                     | 山梨県北都留郡小菅村 玉川キャンプ村 |               |  |
| 149                                                                               | 6月24日        | マイキャン (@my.camp.style) - Instagram               | オカリナ （おかずクラブ）                                                                  | 茨城県水戸市 アスパイヤの森キャンプ場 ドロップファーム |               |  |
| 150                                                                               | 7月1日         | マイキャン (@my.camp.style) - Instagram               | オカリナ （おかずクラブ）                                                                  | 茨城県水戸市 アスパイヤの森キャンプ場 ドロップファーム |               |  |
| 151                                                                               | 7月8日         | マイキャン (@my.camp.style) - Instagram               | オカリナ （おかずクラブ）                                                                  | 茨城県水戸市 アスパイヤの森キャンプ場 ドロップファーム |               |  |
| 152                                                                               | 7月22日        | マイキャン (@my.camp.style) - Instagram               | オカリナ （おかずクラブ）                                                                  | 茨城県水戸市 アスパイヤの森キャンプ場 ドロップファーム |               |  |
| 153                                                                               | 7月29日        | マイキャン (@my.camp.style) - Instagram               | オカリナ （おかずクラブ）                                                                  | 茨城県水戸市 アスパイヤの森キャンプ場 ドロップファーム | [ 47 ]        |  |
| 154                                                                               | 8月12日        | たけだバーベキュー                                    | あの                                                                                       | 神奈川県三浦市 城ヶ島 長津呂の磯 J’s Fishing 城ケ島海上イケス釣堀 油壷 石井商店 山崎農園 京急油壺温泉キャンプパーク 胴網海岸 油壺アウトドアセンター                                                                          | [ 49 ]        |  |
| 155                                                                               | 8月19日        | たけだバーベキュー                                    | あの                                                                                       | 神奈川県三浦市 城ヶ島 長津呂の磯 J’s Fishing 城ケ島海上イケス釣堀 油壷 石井商店 山崎農園 京急油壺温泉キャンプパーク 胴網海岸 油壺アウトドアセンター                                                                          | [ 49 ]        |  |
| 156                                                                               | 8月26日        | たけだバーベキュー                                    | あの                                                                                       | 神奈川県三浦市 城ヶ島 長津呂の磯 J’s Fishing 城ケ島海上イケス釣堀 油壷 石井商店 山崎農園 京急油壺温泉キャンプパーク 胴網海岸 油壺アウトドアセンター                                                                          |               |  |
| 157                                                                               | 9月2日         | たけだバーベキュー                                    | あの                                                                                       | 神奈川県三浦市 城ヶ島 長津呂の磯 J’s Fishing 城ケ島海上イケス釣堀 油壷 石井商店 山崎農園 京急油壺温泉キャンプパーク 胴網海岸 油壺アウトドアセンター                                                                          | [ 50 ]        |  |
| 158                                                                               | 9月9日         | たけだバーベキュー                                    | あの                                                                                       | 神奈川県三浦市 城ヶ島 長津呂の磯 J’s Fishing 城ケ島海上イケス釣堀 油壷 石井商店 山崎農園 京急油壺温泉キャンプパーク 胴網海岸 油壺アウトドアセンター                                                                          | [ 50 ]        |  |
| （9月16日は『爆問×伯山の刺さルール!』放送のため休止)                              |                |                                                       |                                                                                            | |               |  |
| 159                                                                               | 9月23日        | FUKU (@FUKU97810073) - X                              | 久野静香                                                                                   | 東京都八王子市 DCM八王子みなみ野店 高尾キャンプパーククラフト | [ 51 ]        |  |
| 160                                                                               | 9月30日        | FUKU (@FUKU97810073) - X                              | 久野静香                                                                                   | 東京都八王子市 DCM八王子みなみ野店 高尾キャンプパーククラフト | [ 52 ]        |  |
| 161                                                                               | 10月7日        | FUKU (@FUKU97810073) - X                              | 久野静香                                                                                   | 東京都八王子市 DCM八王子みなみ野店 高尾キャンプパーククラフト |               |  |
| 162                                                                               | 10月14日       | FUKU (@FUKU97810073) - X                              | 久野静香                                                                                   | 東京都八王子市 DCM八王子みなみ野店 高尾キャンプパーククラフト |               |  |
| 163                                                                               | 10月21日       | 徳井義実（チュートリアル                              | 村重杏奈                                                                                   | 山梨現南都留郡山中湖村 sotosotodays CAMPGROUNDS山中湖みさき |               |  |
| 164                                                                               | 10月28日       | 徳井義実（チュートリアル                              | 村重杏奈                                                                                   | 山梨現南都留郡山中湖村 sotosotodays CAMPGROUNDS山中湖みさき | [ 53 ]        |  |
| 165                                                                               | 11月4日        | 徳井義実（チュートリアル                              | 村重杏奈                                                                                   | 山梨現南都留郡山中湖村 sotosotodays CAMPGROUNDS山中湖みさき | [ 54 ]        |  |
| 166                                                                               | 11月11日       | 徳井義実（チュートリアル                              | 村重杏奈                                                                                   | 山梨現南都留郡山中湖村 sotosotodays CAMPGROUNDS山中湖みさき |               |  |
| 167                                                                               | 12月2日        | 村田秀亮（とろサーモン）                              | やす子                                                                                     | 三重県いなべ市 Nordisk Hygge Circles UGAKEI 八風農園 フライベッカーサヤ 三重県三重郡菰野町 角屋 |               |  |
| 168                                                                               | 12月9日        | 村田秀亮（とろサーモン）                              | やす子                                                                                     | 三重県いなべ市 Nordisk Hygge Circles UGAKEI 八風農園 フライベッカーサヤ 三重県三重郡菰野町 角屋 | [ 55 ]        |  |
| 169                                                                               | 12月16日       | 村田秀亮（とろサーモン）                              | やす子                                                                                     | 三重県いなべ市 Nordisk Hygge Circles UGAKEI 八風農園 フライベッカーサヤ 三重県三重郡菰野町 角屋 | [ 56 ]        |  |
| 170                                                                               | 12月23日       | 村田秀亮（とろサーモン）                              | やす子                                                                                     | 三重県いなべ市 Nordisk Hygge Circles UGAKEI 八風農園 フライベッカーサヤ 三重県三重郡菰野町 角屋 |               |  |
| 171                                                                               | 12月30日       | 村田秀亮（とろサーモン）                              | やす子                                                                                     | 三重県いなべ市 Nordisk Hygge Circles UGAKEI 八風農園 フライベッカーサヤ 三重県三重郡菰野町 角屋 | [ 57 ]        |  |
| 172                                                                               | 2023年 1月6日  | ワカ＆アネゴ                                          | 磯山さやか ダレノガレ明美                                                                  | 静岡県富士宮市 ふもとっぱらキャンプ場 |               |  |
| 173                                                                               | 1月13日        | ワカ＆アネゴ                                          | 磯山さやか ダレノガレ明美                                                                  | 静岡県富士宮市 ふもとっぱらキャンプ場 |               |  |
| 174                                                                               | 1月20日        | ワカ＆アネゴ                                          | 磯山さやか ダレノガレ明美                                                                  | 静岡県富士宮市 ふもとっぱらキャンプ場 |               |  |
| 175                                                                               | 1月27日        | ワカ＆アネゴ                                          | 磯山さやか ダレノガレ明美                                                                  | 静岡県富士宮市 ふもとっぱらキャンプ場 |               |  |
| 176                                                                               | 2月3日         | ワカ＆アネゴ                                          | 磯山さやか ダレノガレ明美                                                                  | 静岡県富士宮市 ふもとっぱらキャンプ場 |               |  |
| 177                                                                               | 2月24日        | アッキー (@dokuota_akkie) - Instagram                 | 佐田正樹（バッドボーイズ )                                                                 | 愛知県常滑市 常滑りんくうビーチキャンプ場 多賀の里 農畜水産物直売所(食堂、鮮魚店) やきもの散歩道 登窯広場展示工房館 足湯カフェ 俺の金の焼き芋 (@dokanyakiimo) - Instagram お肉の専門店 石川屋 常滑店                         |               |  |
| 178                                                                               | 3月3日         | アッキー (@dokuota_akkie) - Instagram                 | 佐田正樹（バッドボーイズ )                                                                 | 愛知県常滑市 常滑りんくうビーチキャンプ場 多賀の里 農畜水産物直売所(食堂、鮮魚店) やきもの散歩道 登窯広場展示工房館 足湯カフェ 俺の金の焼き芋 (@dokanyakiimo) - Instagram お肉の専門店 石川屋 常滑店                         |               |  |
| 179                                                                               | 3月10日        | アッキー (@dokuota_akkie) - Instagram                 | 佐田正樹（バッドボーイズ )                                                                 | 愛知県常滑市 常滑りんくうビーチキャンプ場 多賀の里 農畜水産物直売所(食堂、鮮魚店) やきもの散歩道 登窯広場展示工房館 足湯カフェ 俺の金の焼き芋 (@dokanyakiimo) - Instagram お肉の専門店 石川屋 常滑店                         |               |  |
| 180                                                                               | 3月17日        | アッキー (@dokuota_akkie) - Instagram                 | 佐田正樹（バッドボーイズ )                                                                 | 愛知県常滑市 常滑りんくうビーチキャンプ場 多賀の里 農畜水産物直売所(食堂、鮮魚店) やきもの散歩道 登窯広場展示工房館 足湯カフェ 俺の金の焼き芋 (@dokanyakiimo) - Instagram お肉の専門店 石川屋 常滑店                         |               |  |
| 181                                                                               | 3月24日        | アッキー (@dokuota_akkie) - Instagram                 | 佐田正樹（バッドボーイズ )                                                                 | 愛知県常滑市 常滑りんくうビーチキャンプ場 多賀の里 農畜水産物直売所(食堂、鮮魚店) やきもの散歩道 登窯広場展示工房館 足湯カフェ 俺の金の焼き芋 (@dokanyakiimo) - Instagram お肉の専門店 石川屋 常滑店                         |               |  |
| 182                                                                               | 3月31日        | アッキー (@dokuota_akkie) - Instagram                 | 佐田正樹（バッドボーイズ )                                                                 | 愛知県常滑市 常滑りんくうビーチキャンプ場 多賀の里 農畜水産物直売所(食堂、鮮魚店) やきもの散歩道 登窯広場展示工房館 足湯カフェ 俺の金の焼き芋 (@dokanyakiimo) - Instagram お肉の専門店 石川屋 常滑店                         |               |  |
| 183                                                                               | 4月21日        | 板倉俊之（インパルス ）                               | 荒川（エルフ）                                                                             | 三重県桑名市 湾岸長島パーキングエリア 三重県四日市市 まぐろレストラン 富双緑地芝生広場 三重県三重郡菰野町 とうふや豆蔵【菰野テラス】 三重県いなべ市 両ケ池公園 やまてらす-FUJIWARA OUTDOOR LIVING (@yamaterrace) - Instagram |               |  |
| 184                                                                               | 4月28日        | 板倉俊之（インパルス ）                               | 荒川（エルフ）                                                                             | 三重県桑名市 湾岸長島パーキングエリア 三重県四日市市 まぐろレストラン 富双緑地芝生広場 三重県三重郡菰野町 とうふや豆蔵【菰野テラス】 三重県いなべ市 両ケ池公園 やまてらす-FUJIWARA OUTDOOR LIVING (@yamaterrace) - Instagram |               |  |
| 185                                                                               | 5月5日         | 板倉俊之（インパルス ）                               | 荒川（エルフ）                                                                             | 三重県桑名市 湾岸長島パーキングエリア 三重県四日市市 まぐろレストラン 富双緑地芝生広場 三重県三重郡菰野町 とうふや豆蔵【菰野テラス】 三重県いなべ市 両ケ池公園 やまてらす-FUJIWARA OUTDOOR LIVING (@yamaterrace) - Instagram |               |  |
| 186                                                                               | 5月12日        | 板倉俊之（インパルス ）                               | 荒川（エルフ）                                                                             | 三重県桑名市 湾岸長島パーキングエリア 三重県四日市市 まぐろレストラン 富双緑地芝生広場 三重県三重郡菰野町 とうふや豆蔵【菰野テラス】 三重県いなべ市 両ケ池公園 やまてらす-FUJIWARA OUTDOOR LIVING (@yamaterrace) - Instagram |               |  |
| 187                                                                               | 5月19日        | 板倉俊之（インパルス ）                               | 荒川（エルフ）                                                                             | 三重県桑名市 湾岸長島パーキングエリア 三重県四日市市 まぐろレストラン 富双緑地芝生広場 三重県三重郡菰野町 とうふや豆蔵【菰野テラス】 三重県いなべ市 両ケ池公園 やまてらす-FUJIWARA OUTDOOR LIVING (@yamaterrace) - Instagram |               |  |
| 188                                                                               | 6月16日        | 江凸崎馬門（ゆったり感）                              | 本田仁美（AKB48）                                                                          | 神奈川県小田原市 さえんフーズ久野店 RECANP おだわら |               |  |
| 189                                                                               | 6月23日        | 江凸崎馬門（ゆったり感）                              | 本田仁美（AKB48）                                                                          | 神奈川県小田原市 さえんフーズ久野店 RECANP おだわら |               |  |
| 190                                                                               | 6月30日        | 江凸崎馬門（ゆったり感）                              | 本田仁美（AKB48）                                                                          | 神奈川県小田原市 さえんフーズ久野店 RECANP おだわら |               |  |
| 191                                                                               | 7月7日         | 江凸崎馬門（ゆったり感）                              | 本田仁美（AKB48）                                                                          | 神奈川県小田原市 さえんフーズ久野店 RECANP おだわら |               |  |
| 192                                                                               | 7月14日        | 江凸崎馬門（ゆったり感）                              | 本田仁美（AKB48）                                                                          | 神奈川県小田原市 さえんフーズ久野店 RECANP おだわら | [ 58 ]        |  |
| 193                                                                               | 7月28日        | さーやん (@___saaayan___) - Instagram                 | 久保田かずのぶ（とろサーモン ）                                                            | 山梨県北杜市 道の駅はくしゅう 尾白川リゾートオートキャンプ場 尾白川渓谷 | [ 59 ]        |  |
| 194                                                                               | 8月4日         | さーやん (@___saaayan___) - Instagram                 | 久保田かずのぶ（とろサーモン ）                                                            | 山梨県北杜市 道の駅はくしゅう 尾白川リゾートオートキャンプ場 尾白川渓谷 |               |  |
| 195                                                                               | 8月18日        | さーやん (@___saaayan___) - Instagram                 | 久保田かずのぶ（とろサーモン ）                                                            | 山梨県北杜市 道の駅はくしゅう 尾白川リゾートオートキャンプ場 尾白川渓谷 | [ 60 ]        |  |
| 196                                                                               | 8月25日        | さーやん (@___saaayan___) - Instagram                 | 久保田かずのぶ（とろサーモン ）                                                            | 山梨県北杜市 道の駅はくしゅう 尾白川リゾートオートキャンプ場 尾白川渓谷 |               |  |
| 197                                                                               | 9月1日         | さーやん (@___saaayan___) - Instagram                 | 久保田かずのぶ（とろサーモン ）                                                            | 山梨県北杜市 道の駅はくしゅう 尾白川リゾートオートキャンプ場 尾白川渓谷 |               |  |
| 198                                                                               | 9月8日         | おぎやはぎ                                            | 今野浩喜 酒井貴士（ザ・マミィ） 遼河はるひ                                                 | 長野県北佐久郡軽井沢町 腸詰屋軽井沢Messe店 アトリエ・ド・フロマージュ旧軽井沢店 ライジングフィールド軽井沢 |               |  |
| 199                                                                               | 9月15日        | おぎやはぎ                                            | 今野浩喜 酒井貴士（ザ・マミィ） 遼河はるひ                                                 | 長野県北佐久郡軽井沢町 腸詰屋軽井沢Messe店 アトリエ・ド・フロマージュ旧軽井沢店 ライジングフィールド軽井沢 |               |  |
| 200                                                                               | 9月22日        | おぎやはぎ                                            | 今野浩喜 酒井貴士（ザ・マミィ） 遼河はるひ                                                 | 長野県北佐久郡軽井沢町 腸詰屋軽井沢Messe店 アトリエ・ド・フロマージュ旧軽井沢店 ライジングフィールド軽井沢 |               |  |
| 201                                                                               | 9月29日        | おぎやはぎ                                            | 今野浩喜 酒井貴士（ザ・マミィ） 遼河はるひ                                                 | 長野県北佐久郡軽井沢町 腸詰屋軽井沢Messe店 アトリエ・ド・フロマージュ旧軽井沢店 ライジングフィールド軽井沢 |               |  |
| 202                                                                               | 10月6日        | おぎやはぎ                                            | 今野浩喜 酒井貴士（ザ・マミィ） 遼河はるひ                                                 | 長野県北佐久郡軽井沢町 腸詰屋軽井沢Messe店 アトリエ・ド・フロマージュ旧軽井沢店 ライジングフィールド軽井沢 |               |  |
| 203                                                                               | 10月13日       | タケト (@taketaketo) - Instagram                      | 山根良顕（アンガールズ）                                                                   | 静岡県裾野市 大野路ファミリーキャンプ場 |               |  |
| 204                                                                               | 10月20日       | タケト (@taketaketo) - Instagram                      | 山根良顕（アンガールズ）                                                                   | 静岡県裾野市 大野路ファミリーキャンプ場 | [ 61 ]        |  |
| 205                                                                               | 10月27日       | タケト (@taketaketo) - Instagram                      | 山根良顕（アンガールズ）                                                                   | 静岡県裾野市 大野路ファミリーキャンプ場 |               |  |
| 206                                                                               | 11月3日        | タケト (@taketaketo) - Instagram                      | 山根良顕（アンガールズ）                                                                   | 静岡県裾野市 大野路ファミリーキャンプ場 | [ 62 ]        |  |
| 207                                                                               | 11月10日       | タケト (@taketaketo) - Instagram                      | 山根良顕（アンガールズ）                                                                   | 静岡県裾野市 大野路ファミリーキャンプ場 |               |  |
| 208                                                                               | 11月24日       | 阿諏訪泰義（うしろシティ）                            | みりちゃむ                                                                                 | 神奈川県小田原市 sotosotodays 御幸の浜 なみのこ村 |               |  |
| 209                                                                               | 12月1日        | 阿諏訪泰義（うしろシティ）                            | みりちゃむ                                                                                 | 神奈川県小田原市 sotosotodays 御幸の浜 なみのこ村 |               |  |
| 210                                                                               | 12月8日        | 阿諏訪泰義（うしろシティ）                            | みりちゃむ                                                                                 | 神奈川県小田原市 sotosotodays 御幸の浜 なみのこ村 |               |  |
| 211                                                                               | 12月15日       | 阿諏訪泰義（うしろシティ）                            | みりちゃむ                                                                                 | 神奈川県小田原市 sotosotodays 御幸の浜 なみのこ村 |               |  |
| 212                                                                               | 12月22日       | 阿諏訪泰義（うしろシティ）                            | みりちゃむ                                                                                 | 神奈川県小田原市 sotosotodays 御幸の浜 なみのこ村 |               |  |
| 213                                                                               | 2024年 1月19日 | じゅんいちダビッドソン                                | ハシヤスメ・アツコ                                                                         | 山梨県南都留郡富士河口湖町 本栖ベース 静岡県富士宮市 朝霧野営場 | [ 63 ]        |  |
| 214                                                                               | 1月26日        | じゅんいちダビッドソン                                | ハシヤスメ・アツコ                                                                         | 山梨県南都留郡富士河口湖町 本栖ベース 静岡県富士宮市 朝霧野営場 |               |  |
| 215                                                                               | 2月2日         | じゅんいちダビッドソン                                | ハシヤスメ・アツコ                                                                         | 山梨県南都留郡富士河口湖町 本栖ベース 静岡県富士宮市 朝霧野営場 |               |  |
| 216                                                                               | 2月9日         | じゅんいちダビッドソン                                | ハシヤスメ・アツコ                                                                         | 山梨県南都留郡富士河口湖町 本栖ベース 静岡県富士宮市 朝霧野営場 |               |  |
| 217                                                                               | 2月16日        | じゅんいちダビッドソン                                | ハシヤスメ・アツコ                                                                         | 山梨県南都留郡富士河口湖町 本栖ベース 静岡県富士宮市 朝霧野営場 |               |  |
| 218                                                                               | 3月1日         | 西村瑞樹(バイきんぐ）                                 | 森香澄                                                                                     | 神奈川県秦野市 滝沢園キャンプ場 |               |  |
| 219                                                                               | 3月8日         | 西村瑞樹(バイきんぐ）                                 | 森香澄                                                                                     | 神奈川県秦野市 滝沢園キャンプ場 |               |  |
| 220                                                                               | 3月15日        | 西村瑞樹(バイきんぐ）                                 | 森香澄                                                                                     | 神奈川県秦野市 滝沢園キャンプ場 |               |  |
| 221                                                                               | 3月22日        | 西村瑞樹(バイきんぐ）                                 | 森香澄                                                                                     | 神奈川県秦野市 滝沢園キャンプ場 |               |  |
| 222                                                                               | 4月5日         | 金子貴俊                                              | おじゃす                                                                                   | 山梨県南都留郡鳴沢村 Mt.FUJI CAMP RESORT |               |  |
| 223                                                                               | 4月12日        | 金子貴俊                                              | おじゃす                                                                                   | 山梨県南都留郡鳴沢村 Mt.FUJI CAMP RESORT |               |  |
| 224                                                                               | 4月19日        | 金子貴俊                                              | おじゃす                                                                                   | 山梨県南都留郡鳴沢村 Mt.FUJI CAMP RESORT |               |  |
| 225                                                                               | 4月26日        | 金子貴俊                                              | おじゃす                                                                                   | 山梨県南都留郡鳴沢村 Mt.FUJI CAMP RESORT | [ 64 ]        |  |
| 226                                                                               | 5月3日         | 金子貴俊                                              | おじゃす                                                                                   | 山梨県南都留郡鳴沢村 Mt.FUJI CAMP RESORT | [ 64 ]        |  |
| 227                                                                               | 5月17日        | 江崎ばもん                                            | 今井アンジェリカ                                                                           | 静岡県富士宮市 アーバンキャンピング朝霧宝山 | [ 66 ]        |  |
| 228                                                                               | 5月24日        | 江崎ばもん                                            | 今井アンジェリカ                                                                           | 静岡県富士宮市 アーバンキャンピング朝霧宝山 |               |  |
| 229                                                                               | 5月31日        | 江崎ばもん                                            | 今井アンジェリカ                                                                           | 静岡県富士宮市 アーバンキャンピング朝霧宝山 |               |  |
| 230                                                                               | 6月7日         | 江崎ばもん                                            | 今井アンジェリカ                                                                           | 静岡県富士宮市 アーバンキャンピング朝霧宝山 |               |  |
| 231                                                                               | 6月14日        | 江崎ばもん                                            | 今井アンジェリカ                                                                           | 静岡県富士宮市 アーバンキャンピング朝霧宝山 | [ 67 ]        |  |
| 232                                                                               | 6月21日        | 阿諏訪泰義                                            | 大友花恋                                                                                   | 千葉県市川市 K's Garden Lab (@ksgardenlab) - Instagram 千葉県鎌ケ谷市 SHELTER BASE | [ 68 ]        |  |
| 233                                                                               | 6月28日        | 阿諏訪泰義                                            | 大友花恋                                                                                   | 千葉県市川市 K's Garden Lab (@ksgardenlab) - Instagram 千葉県鎌ケ谷市 SHELTER BASE |               |  |
| 234                                                                               | 7月5日         | ―                                                     | 山之内すず アンジェリーナ1/3                                                               | 栃木県那須塩原市 那須千本松牧場 福島県南会津郡檜枝岐村 裁ちそば まる家 釣り堀 檜枝岐魚苑 ミニ尾瀬公園（ミニ尾瀬Cafe） 尾瀬ひのえまたかわばたキャンプ場                                                                       |               |  |
| 235                                                                               | 7月12日        | ―                                                     | 山之内すず アンジェリーナ1/3                                                               | 栃木県那須塩原市 那須千本松牧場 福島県南会津郡檜枝岐村 裁ちそば まる家 釣り堀 檜枝岐魚苑 ミニ尾瀬公園（ミニ尾瀬Cafe） 尾瀬ひのえまたかわばたキャンプ場                                                                       |               |  |
| 236                                                                               | 7月19日        | ―                                                     | 山之内すず アンジェリーナ1/3                                                               | 栃木県那須塩原市 那須千本松牧場 福島県南会津郡檜枝岐村 裁ちそば まる家 釣り堀 檜枝岐魚苑 ミニ尾瀬公園（ミニ尾瀬Cafe） 尾瀬ひのえまたかわばたキャンプ場                                                                       |               |  |
| 237                                                                               | 7月26日        | ―                                                     | 山之内すず アンジェリーナ1/3                                                               | 栃木県那須塩原市 那須千本松牧場 福島県南会津郡檜枝岐村 裁ちそば まる家 釣り堀 檜枝岐魚苑 ミニ尾瀬公園（ミニ尾瀬Cafe） 尾瀬ひのえまたかわばたキャンプ場                                                                       | [ 69 ]        |  |
| 238                                                                               | 8月16日        | あばれる君                                            | あおぽん                                                                                   | 愛知県知多郡美浜町 貝匠 (@kaisyo44) - Instagram 小鈴ファーム (@kosuzufarm) - Instagram BAMBOO RESORT MIHAMA 繋(つなぐ) | [ 70 ]        |  |
| 239                                                                               | 8月23日        | あばれる君                                            | あおぽん                                                                                   | 愛知県知多郡美浜町 貝匠 (@kaisyo44) - Instagram 小鈴ファーム (@kosuzufarm) - Instagram BAMBOO RESORT MIHAMA 繋(つなぐ) |               |  |
| 240                                                                               | 8月30日        | あばれる君                                            | あおぽん                                                                                   | 愛知県知多郡美浜町 貝匠 (@kaisyo44) - Instagram 小鈴ファーム (@kosuzufarm) - Instagram BAMBOO RESORT MIHAMA 繋(つなぐ) |               |  |
| 241                                                                               | 9月6日         | あばれる君                                            | あおぽん                                                                                   | 愛知県知多郡美浜町 貝匠 (@kaisyo44) - Instagram 小鈴ファーム (@kosuzufarm) - Instagram BAMBOO RESORT MIHAMA 繋(つなぐ) |               |  |
| 242                                                                               | 9月13日        | あばれる君                                            | あおぽん                                                                                   | 愛知県知多郡美浜町 貝匠 (@kaisyo44) - Instagram 小鈴ファーム (@kosuzufarm) - Instagram BAMBOO RESORT MIHAMA 繋(つなぐ) |               |  |
| 243                                                                               | 9月20日        | あばれる君                                            | あおぽん                                                                                   | 愛知県知多郡美浜町 貝匠 (@kaisyo44) - Instagram 小鈴ファーム (@kosuzufarm) - Instagram BAMBOO RESORT MIHAMA 繋(つなぐ) |               |  |
| 244                                                                               | 10月4日        | 村田秀亮（とろサーモン）                              | 柏木由紀                                                                                   | 三重県三重郡菰野町 八風キャンプ場 (@happucamp) - Instagram |               |  |
| 245                                                                               | 10月11日       | 村田秀亮（とろサーモン）                              | 柏木由紀                                                                                   | 三重県三重郡菰野町 八風キャンプ場 (@happucamp) - Instagram |               |  |
| 246                                                                               | 10月18日       | 村田秀亮（とろサーモン）                              | 柏木由紀                                                                                   | 三重県三重郡菰野町 八風キャンプ場 (@happucamp) - Instagram | [ 71 ]        |  |
| 247                                                                               | 10月25日       | 村田秀亮（とろサーモン）                              | 柏木由紀                                                                                   | 三重県三重郡菰野町 八風キャンプ場 (@happucamp) - Instagram |               |  |
| 248                                                                               | 11月1日        | 村田秀亮（とろサーモン）                              | 柏木由紀                                                                                   | 三重県三重郡菰野町 八風キャンプ場 (@happucamp) - Instagram | [ 72 ]        |  |
| 249                                                                               | 11月8日        | 村田秀亮（とろサーモン）                              | 柏木由紀                                                                                   | 三重県三重郡菰野町 八風キャンプ場 (@happucamp) - Instagram |               |  |
| 250                                                                               | 12月6日        | ―                                                     | 大久保佳代子 ザ・マミィ                                                                    | 岐阜県恵那市 石窯パン工房恵那峡 保古の湖キャンプ場 |               |  |
| 251                                                                               | 12月13日       | ―                                                     | 大久保佳代子 ザ・マミィ                                                                    | 岐阜県恵那市 石窯パン工房恵那峡 保古の湖キャンプ場 | [ 71 ]        |  |
| 252                                                                               | 12月20日       | ―                                                     | 大久保佳代子 ザ・マミィ                                                                    | 岐阜県恵那市 石窯パン工房恵那峡 保古の湖キャンプ場 | [ 71 ]        |  |
| 253                                                                               | 2025年 1月17日 | ―                                                     | 大久保佳代子 ザ・マミィ                                                                    | 岐阜県恵那市 石窯パン工房恵那峡 保古の湖キャンプ場 |               |  |
| 254                                                                               | 1月24日        | ―                                                     | 大久保佳代子 ザ・マミィ                                                                    | 岐阜県恵那市 石窯パン工房恵那峡 保古の湖キャンプ場 |               |  |
| 255                                                                               | 1月31日        | タケト                                                | 箭内夢菜                                                                                   | 山梨県上野原市 緑と太陽の丘キャンプ場 |               |  |
| 256                                                                               | 2月7日         | タケト                                                | 箭内夢菜                                                                                   | 山梨県上野原市 緑と太陽の丘キャンプ場 |               |  |
| 257                                                                               | 2月14日        | タケト                                                | 箭内夢菜                                                                                   | 山梨県上野原市 緑と太陽の丘キャンプ場 |               |  |
| 258                                                                               | 2月21日        | タケト                                                | 箭内夢菜                                                                                   | 山梨県上野原市 緑と太陽の丘キャンプ場 |               |  |
| 259                                                                               | 2月28日        | タケト                                                | 箭内夢菜                                                                                   | 山梨県上野原市 緑と太陽の丘キャンプ場 |               |  |
| 260                                                                               | 3月7日         | タケト                                                | 箭内夢菜                                                                                   | 山梨県上野原市 緑と太陽の丘キャンプ場 |               |  |
| 261                                                                               | 4月11日        | ヤンニ・オルソン                                      | ベッキー                                                                                   | 群馬県藤岡市 鮎川魚苑 群馬県多野郡神流町 ] みかぼ高原オートキャンプ場 |               |  |
| 262                                                                               | 4月18日        | ヤンニ・オルソン                                      | ベッキー                                                                                   | 群馬県藤岡市 鮎川魚苑 群馬県多野郡神流町 ] みかぼ高原オートキャンプ場 |               |  |
| 263                                                                               | 4月25日        | ヤンニ・オルソン                                      | ベッキー                                                                                   | 群馬県藤岡市 鮎川魚苑 群馬県多野郡神流町 ] みかぼ高原オートキャンプ場 | [ 73 ]        |  |
| 264                                                                               | 5月2日         | ヤンニ・オルソン                                      | ベッキー                                                                                   | 群馬県藤岡市 鮎川魚苑 群馬県多野郡神流町 ] みかぼ高原オートキャンプ場 |               |  |
| 265                                                                               | 5月9日         | ヤンニ・オルソン                                      | ベッキー                                                                                   | 群馬県藤岡市 鮎川魚苑 群馬県多野郡神流町 ] みかぼ高原オートキャンプ場 |               |  |
| 266                                                                               | 5月16日        | ヤンニ・オルソン                                      | ベッキー                                                                                   | 群馬県藤岡市 鮎川魚苑 群馬県多野郡神流町 ] みかぼ高原オートキャンプ場 |               |  |
| 267                                                                               | 5月30日        | 伊豆のぬし釣り                                        | 薄幸（納言）                                                                               | 静岡県沼津市 魚河岸サスヨ海産市場 にしうら さざなみファーム (@niko.robin2) - Instagram |               |  |
| 268                                                                               | 6月6日         | 伊豆のぬし釣り                                        | 薄幸（納言）                                                                               | 静岡県沼津市 魚河岸サスヨ海産市場 にしうら さざなみファーム (@niko.robin2) - Instagram |               |  |
| 269                                                                               | 6月13日        | 伊豆のぬし釣り                                        | 薄幸（納言）                                                                               | 静岡県沼津市 魚河岸サスヨ海産市場 にしうら さざなみファーム (@niko.robin2) - Instagram |               |  |
| 270                                                                               | 6月20日        | #218～#221の再放送                                    | #218～#221の再放送                                                                         | #218～#221の再放送 | [ 74 ]        |  |
| 271                                                                               | 6月27日        | #218～#221の再放送                                    | #218～#221の再放送                                                                         | #218～#221の再放送 | [ 74 ]        |  |
| 272                                                                               | 7月4日         | #218～#221の再放送                                    | #218～#221の再放送                                                                         | #218～#221の再放送 | [ 74 ]        |  |
| 273                                                                               | 7月11日        | #218～#221の再放送                                    | #218～#221の再放送                                                                         | #218～#221の再放送 | [ 74 ]        |  |
| 274                                                                               | 7月18日        | 独ヲタ女子アッキー (@dokuota_akkie) - Instagram       | みなみかわ                                                                                 | 三重県桑名市 山嘉 (@yama_yoshi1129) - Instagram 三重県いなべ市 青川峡キャンピングパーク | [ 75 ]        |  |
| 275                                                                               | 7月25日        | 独ヲタ女子アッキー (@dokuota_akkie) - Instagram       | みなみかわ                                                                                 | 三重県桑名市 山嘉 (@yama_yoshi1129) - Instagram 三重県いなべ市 青川峡キャンピングパーク | [ 59 ]        |  |
| 276                                                                               | 8月1日         | 独ヲタ女子アッキー (@dokuota_akkie) - Instagram       | みなみかわ                                                                                 | 三重県桑名市 山嘉 (@yama_yoshi1129) - Instagram 三重県いなべ市 青川峡キャンピングパーク | [ 76 ]        |  |
| 277                                                                               | [ 77 ]         | 独ヲタ女子アッキー (@dokuota_akkie) - Instagram       | みなみかわ                                                                                 | 三重県桑名市 山嘉 (@yama_yoshi1129) - Instagram 三重県いなべ市 青川峡キャンピングパーク |               |  |

### スピンオフ「鈴木拓のハピキャン」
| 回  | 放送日          | メインキャンパー           | ゲスト               | 場所                                                                      | 備考   |
| --- | --------------- | -------------------------- | -------------------- | ------------------------------------------------------------------------- | ------ |
| 0-2 | 2020年 12月31日 | 鈴木拓（ドランクドラゴン） | 酒井尚（ザ・マミィ） | 三重県いなべ市 大安トラウトレイク 三重県いなべ市 青川峡キャンピングパーク | [ 78 ] |

### スピンオフ「シャンプーハットてつじの空き家でハピキャン」
| 回  | 放送日        | メインキャンパー           | ゲスト                           | 場所         | 備考 |
| --- | ------------- | -------------------------- | -------------------------------- | ------------ | ---- |
| 0-3 | 2021年 4月1日 | てつじ（シャンプーハット） | 石神愛子（メーテレアナウンサー） | 京都府綾部市 |      |

### スピンオフ「ロバート山本＆馬場のおうちでハピキャン」
| 回  | 放送日 | メインキャンパー             | ゲスト   | 場所                     | 備考 |
| --- | ------ | ---------------------------- | -------- | ------------------------ | ---- |
| 0-4 | 6月3日 | 山本博・馬場裕之（ロバート） | 遠藤慎也 | 三重県三重郡菰野町 GLAMP |      |

### 特別編「とんねるずノリさんとキャンプ」
| 回    | 放送日         | メインキャンパー       | ゲスト | 場所 | 備考   |
| ----- | -------------- | ---------------------- | --- | --- | ------ |
| 0-5-1 | 2021年 9月30日 | 木梨憲武（とんねるず） | 所ジョージ 小松崎花菜（メーテレアナウンサー）                                                                                            | 東京都世田谷区 木梨サイクル 世田谷ベース viblant（ビブラント） 茨城県つくば市 ルーラル吉瀬フォンテーヌの森 | [ 79 ] |
| 0-5-2 | 10月13日       | 木梨憲武（とんねるず） | 所ジョージ 阿諏訪泰義（うしろシティ） 【木梨の会から】 遠藤章造（ココリコ） 狩野英孝 水野勝（当時BOYS AND MEN） 吉原雅斗（BOYS AND MEN） | 東京都世田谷区 木梨サイクル 世田谷ベース viblant（ビブラント） 茨城県つくば市 ルーラル吉瀬フォンテーヌの森 | [ 80 ] |

### 番外編「気張らず楽ちん！プチキャンプ」
| 回  | 放送日 | メインキャンパー            | ゲスト       | 場所                                                                                      | 備考          |
| --- | ------ | --------------------------- | ------------ | ----------------------------------------------------------------------------------------- | ------------- |
| 0‐6 | 4月1日 | 森田哲矢（さらば青春の光 ） | 薄幸（納言） | 神奈川県横須賀市 丸吉商店 神奈川県三浦郡葉山町 葉山旭屋牛肉店 Hayama RV-SITE by Star Home | [ 81 ] [ 82 ] |

### 特別編「ハピキャン Presents キャンプ大賞」
| 回  | 放送日         | メインキャンパー | ゲスト | 場所 | 備考   |
| --- | -------------- | ---------------- | ------ | ---- | ------ |
| 0-7 | 2023年 2月17日 | －               | ‐      | ‐    | [ 83 ] |

### スピンオフ「ハピキャン 家族で楽しむおうちキャンプ」
| 回    | 放送日  | メインキャンパー                                       | ゲスト | 場所                                                    | 備考 |
| ----- | ------- | ------------------------------------------------------ | ------ | ------------------------------------------------------- | ---- |
| 0-8-1 | 4月7日  | ノッチ （デンジャラス）夫婦 、菊田 竜大（ハナコ） 夫婦 | －     | 愛知県名古屋市 ヘーベルハウス鳴海展示場(モデルハウス)   |      |
| 0-8-2 | 4月14日 | ノッチ （デンジャラス）夫婦 、菊田 竜大（ハナコ） 夫婦 | －     | 愛知県長久手市 ヘーベルハウス長久手展示場(モデルハウス) |      |

### スピンオフ「阿諏訪流 最高のお酒を楽しむキャンプ」
| 回    | 放送日         | メインキャンパー           | ゲスト                                                           | 場所                                      | 備考 |
| ----- | -------------- | -------------------------- | ---------------------------------------------------------------- | ----------------------------------------- | ---- |
| 0-9-1 | 2023年 5月26日 | 阿諏訪泰義（うしろシティ） | 塚地武雅（ドランクドラゴン） 鈴木奈々 森本晋太郎（トンツカタン） | 千葉県南房総市 オレンジ村オートキャンプ場 |      |
| 0-9-2 | 6月2日         | 阿諏訪泰義（うしろシティ） | 塚地武雅（ドランクドラゴン） 鈴木奈々 森本晋太郎（トンツカタン） | 千葉県南房総市 オレンジ村オートキャンプ場 |      |

### 特別編「キャンプ大賞2024」
| 回   | 放送日         | メインキャンパー | ゲスト | 場所 | 備考 |
| ---- | -------------- | ---------------- | ------ | ---- | ---- |
| 0-10 | 2024年 3月29日 | ‐                | －     | ‐    |      |

### スピンオフ「ハピキャンツアーin福島県楢葉町 ～」
| 回     | 放送日          | 先生役                 | ゲスト                       | 場所                                                               | 備考   |
| ------ | --------------- | ---------------------- | ---------------------------- | ------------------------------------------------------------------ | ------ |
| 0-11-1 | 2024年 11月15日 | じゅんいちダビッドソン | 山之内すず アンジェリーナ1/3 | 福島県双葉郡楢葉町 木戸川漁業協同組合 天神岬スポーツ公園キャンプ場 |        |
| 0-11-2 | 11月22日        | じゅんいちダビッドソン | 山之内すず アンジェリーナ1/3 | 福島県双葉郡楢葉町 木戸川漁業協同組合 天神岬スポーツ公園キャンプ場 | [ 84 ] |
| 0-11-3 | 11月29日        | じゅんいちダビッドソン | 山之内すず アンジェリーナ1/3 | 福島県双葉郡楢葉町 木戸川漁業協同組合 天神岬スポーツ公園キャンプ場 |        |

### スピンオフ「仲良しコンビで冬の福井を楽しむ『すず&アンジーのハピキャン』
| 回     | 放送日         | 先生役 | ゲスト                       | 場所                                                                        | 備考 |
| ------ | -------------- | ------ | ---------------------------- | --------------------------------------------------------------------------- | ---- |
| 0-12-1 | 2025年 3月21日 | ‐      | 山之内すず アンジェリーナ1/3 | 福井県越前市 道の駅越前たけふ タケフナイフビレッジ みどりと自然の村太陽広場 |      |

### 特別編「キャンプ大賞2025」
| 回     | 放送日         | 進行役     | ゲスト   | 備考 |
| ------ | -------------- | ---------- | -------- | ---- |
| 0-13-1 | 2025年 3月28日 | 江崎ばもん | 中島侑香 |      |
| 0-13-2 | 4月3日         | 江崎ばもん | 中島侑香 |      |

## スタッフ
- 構成：おぎすシグレ（以前は荻巣しぐれ表記）
- ナレーション：望木聡子（2024年7月5日Season44 #234 祝5周年スペシャル第2弾！手ぶらでハピキャンツアー ～）
- CAM：安達良、三好哲也、山田洋和、杉山紀行、千葉弦毅、杉村正規、柴山大生、宮沢一央、亀田勇、松本浩平
- 音声：吉岡辰沖、熊倉智大、善方光一、葛原昌弘、大貫晶、芝原元気、島田裕史、川島典泰
- 音声/照明：楠部達也
- 照明：西川真由、小出秀久、福重伸隆、福本尚一郎
- スタイリスト：近澤一雅
- メイク：足達光世、木曽奈央子、根本真奈実、園田優
- スチール：吉田達史
- 編集：藤澤貴英、小池英恵、世古和弘、松本佳代子
- MA：豊島志穂、岡田脩利
- CG：伊佐治慎一
- 車両協力：Jeep
- 技術協力：池田屋、名古屋テレビ映像、東海サウンド
- ゲスト協力：ビーオネスト
- 編成：早川哲史
- DSC：冨永瞬（以前はメディアデザイン）
- キャスティング：根岸美弥子
- デスク：岡田紗季
- Webメディア：井上千絵、藤石崇文、丹羽良輔（丹羽→以前はAD）、高杉ひかる、岡本546、吉本将弓
- コンテンツプロデューサー：大西真裕
- 現場協力：株式会社三才ブックス、fam
- キャンプ監修：槻真悟
- AD：村瀬貴紀、竹村玄紀
- ディレクター：藤原健太、奥田純矢、大西文秀、石川直樹
- 総合演出：今宮裕也（以前は総合演出・プロデューサー）
- プロデューサー：吉田晃浩（以前はチーフディレクター）
- 製作著作：メ〜テレ

過去のスタッフ
- ナレーション
  - 石神愛子（メ〜テレアナウンサー） - Season1ヒロシ流ソロキャンプのススメ#1～、Season6 こいしゆうか流 湖畔キャンプ#25、Season8 ヒデ流 時短キャンプ #30～、馬門流 一周回って王道キャンプ#192、じゅんいち&大和流
  - 南雲穂波（メ〜テレアナウンサー、 - Season 36 キャンプインフルエンサーさーやん流 魅せるキャンプ：2023年7月28日～ キャンプ大賞2024」おぎやはぎ賞： 2024年3月29日）
  - MINAMO (AI) - Season 42クイックキャンプ#222～阿諏訪流ラクうまキャンプ #233
  - 鈴木しおり（メ〜テレアナウンサー） - Season7 じゅんいち&大和流 #26～#29
- 構成：山口トンボ
- CAM：青木俊、高原晃太郎
- 音声：横田満洋、市嶋幸治
- MA：堀敦詞
- 編成：宇城由登、置山裕之
- Webメディア：柴田智司、塚越広彬、岡本美希、荒木敬明
- コンテンツプロデューサー：服部保彦
- AD：酒井琴美、荒岡浩輔
- ディレクター：刑部智之
- チーフプロデューサー：太田雅人

## 放送局
出典：
| 放送対象地域   | 放送局                       | 系列           | 放送時間                                      | 放送開始日                  | ネット状況 |
| -------------- | ---------------------------- | -------------- | --------------------------------------------- | --------------------------- | ---------- |
| 中京広域圏     | 名古屋テレビ（メ～テレ/NBN） | テレビ朝日系列 | 金曜 0:18 - 0:49（木曜深夜）                  | 2019年4月25日（24日深夜）   | 制作局     |
| 山口県         | 山口朝日放送（yab）          | テレビ朝日系列 | 水曜 0:45 - 1:15（火曜深夜）                  | 2019年5月2日（3日深夜）     | 遅れネット |
| 静岡県         | 静岡朝日テレビ（SATV）       | テレビ朝日系列 | 火曜 1:15 - 1:45（月曜深夜）                  | 2019年5月6日（5日深夜）     | 遅れネット |
| 広島県         | 広島ホームテレビ（HOME）     | テレビ朝日系列 | 日曜 0:29 - 1:00（土曜深夜）                  | 2019年5月12日（11日深夜）   | 遅れネット |
| 岩手県         | 岩手朝日テレビ（IAT）        | テレビ朝日系列 | 土曜 6:30 - 7:00                              | 2019年5月15日（14日深夜）   | 遅れネット |
| 大分県         | 大分朝日放送（OAB）          | テレビ朝日系列 | 金曜 1:20 - 1:50（木曜深夜）                  | 2019年6月6日（5日深夜）     | 遅れネット |
| 秋田県         | 秋田朝日放送（AAB）          | テレビ朝日系列 | 火曜 0:50 - 1:20（月曜深夜）                  | 2019年6月20日（19日深夜）   | 遅れネット |
| 宮城県         | 東日本放送（khb）            | テレビ朝日系列 | 火曜 0:56 - 1:26（月曜深夜）                  | 2019年8月9日（8日深夜）     | 遅れネット |
| 石川県         | 北陸朝日放送（HAB）          | テレビ朝日系列 | 日曜 23:55 - 翌0:25                           | 2019年10月6日（5日深夜）    | 遅れネット |
| 長崎県         | 長崎文化放送（ncc）          | テレビ朝日系列 | 水曜 0:45 - 1:18（火曜深夜）                  | 2020年4月3日（2日深夜）     | 遅れネット |
| 香川県・岡山県 | 瀬戸内海放送（KSB）          | テレビ朝日系列 | 日曜 23:55 - 翌0:25                           | 2021年1月17日               | 遅れネット |
| 北海道         | 北海道テレビ（HTB）          | テレビ朝日系列 | 木曜 0:50 - 1:20（水曜深夜） 土曜 6:00 - 6:30 | 2021年4月1日（3月31日深夜） | 遅れネット |
| 鹿児島県       | 鹿児島放送（KKB）            | テレビ朝日系列 | 金曜 0:50 - 1:20（木曜深夜）                  | 不明                        | 遅れネット |
| 新潟県         | 新潟テレビ21（UX）           | テレビ朝日系列 | 月曜 15:15 - 15:45                            | 2021年10月5日（4日深夜）    | 遅れネット |
| 近畿広域圏     | 朝日放送テレビ（ABC TV）     | テレビ朝日系列 | 水曜 1:38 - 2:14（火曜深夜）                  | 2021年10月6日（5日深夜）    | 遅れネット |
| 山形県         | 山形テレビ（YTS）            | テレビ朝日系列 | 日曜 0:00 - 0:30（土曜深夜）                  | 2021年10月10日（9日深夜）   | 遅れネット |
| 青森県         | 青森朝日放送（ABA）          | テレビ朝日系列 | 日曜 0:25 - 0:55（土曜深夜）                  | 不明                        | 遅れネット |
| 福島県         | 福島放送（KFB）              | テレビ朝日系列 | 木曜 0:50 - 1:20（水曜深夜）                  | 不明                        | 遅れネット |
| 愛媛県         | 愛媛朝日テレビ（eat）        | テレビ朝日系列 | 土曜 16:00 - 16:30                            | 不明                        | 遅れネット |
| 熊本県         | 熊本朝日放送（KAB）          | テレビ朝日系列 | 木曜 0:50 - 1:20（水曜深夜）                  | 2022年4月7日（6日深夜）     | 遅れネット |
| 神奈川県       | テレビ神奈川（tvk）          | 独立局         | 土曜 1:30 - 2:00（金曜深夜）                  | 2021年4月3日（2日深夜）     | 遅れネット |
| 埼玉県         | テレビ埼玉（テレ玉/TVS）     | 独立局         | 火曜 21:00 - 21:30                            | 2021年4月20日               | 遅れネット |
| 東京都         | TOKYO MX（MX）               | 独立局         | 日曜 16:00 - 16:30                            | 2021年5月30日               | 遅れネット |
| 群馬県         | 群馬テレビ（GTV）            | 独立局         | 木曜 23:00 - 23:30                            | 不明                        | 遅れネット |
| 山梨県         | 山梨放送（YBS）              | 日本テレビ系列 | 金曜 0:54 - 1:27（木曜深夜）                  | 2022年4月8日（7日深夜）     | 遅れネット |

### 過去のネット局
- 琉球朝日放送（QAB） - 2021年9月5日（4日深夜）から日曜 0:30 - 1:00（土曜深夜）に放送されていたが、打ち切り。
- エンタメ～テレ（CS放送） - 2019年6月16日から日曜 13:00 - 13:30に放送されていたが、2022年4月10日[105]打ち切り。
- 山陰放送（BSS・TBS系列） - 土曜 2:25 - 2:55（金曜深夜）に放送されていたが、2022年12月打ち切り。

## 配信
- GYAO!で期間限定で見逃し配信されていた[注 10]。

## Webメディア
番組と連動して、キャンプやアウトドア情報を扱うWebメディア「ハピキャン」を2019年2月にオープンしている。